# Embalse de Cornalvo
El embalse de Cornalvo es una infraestructura romana que se encuentra a unos 15 km de la ciudad de Mérida, en la comunidad autónoma de Extremadura, España. En 2004, la presa y sus alrededores fueron declarados parque natural.

## Historia

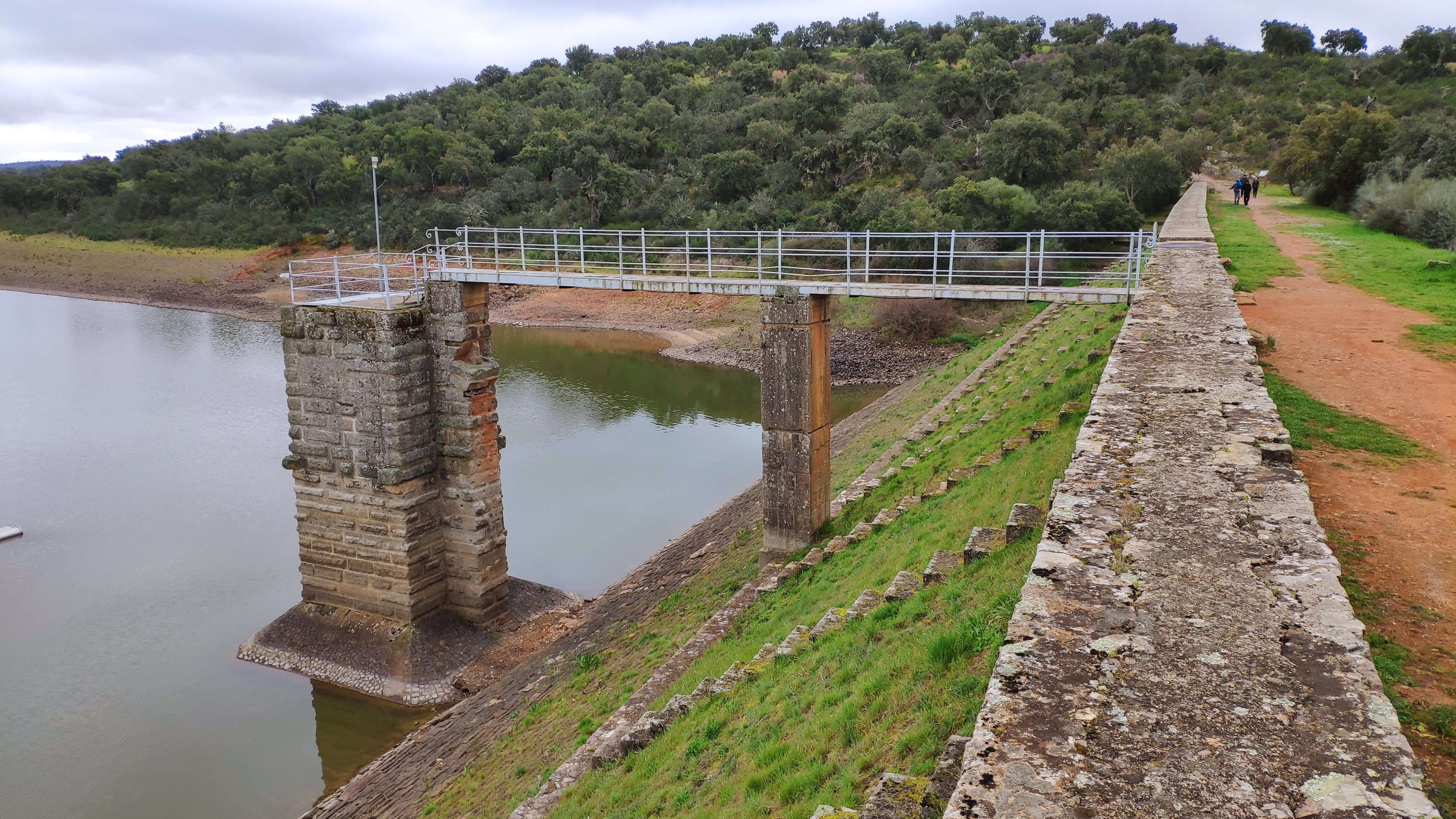
Torre de la presa.

La presa es una edificación romana sobre el arroyo Albarregas, que era utilizada para abastecer de agua a parte de la ciudad de Augusta Emerita. La contención es una sólida muralla de 220 m de longitud por 18 m de altura, estando, la parte que está en contacto con el agua, en forma de graderío. La capacidad del embalse está estimada en 11 hm³. La obra está datada el año 130 y el proyectista nos es desconocido. 

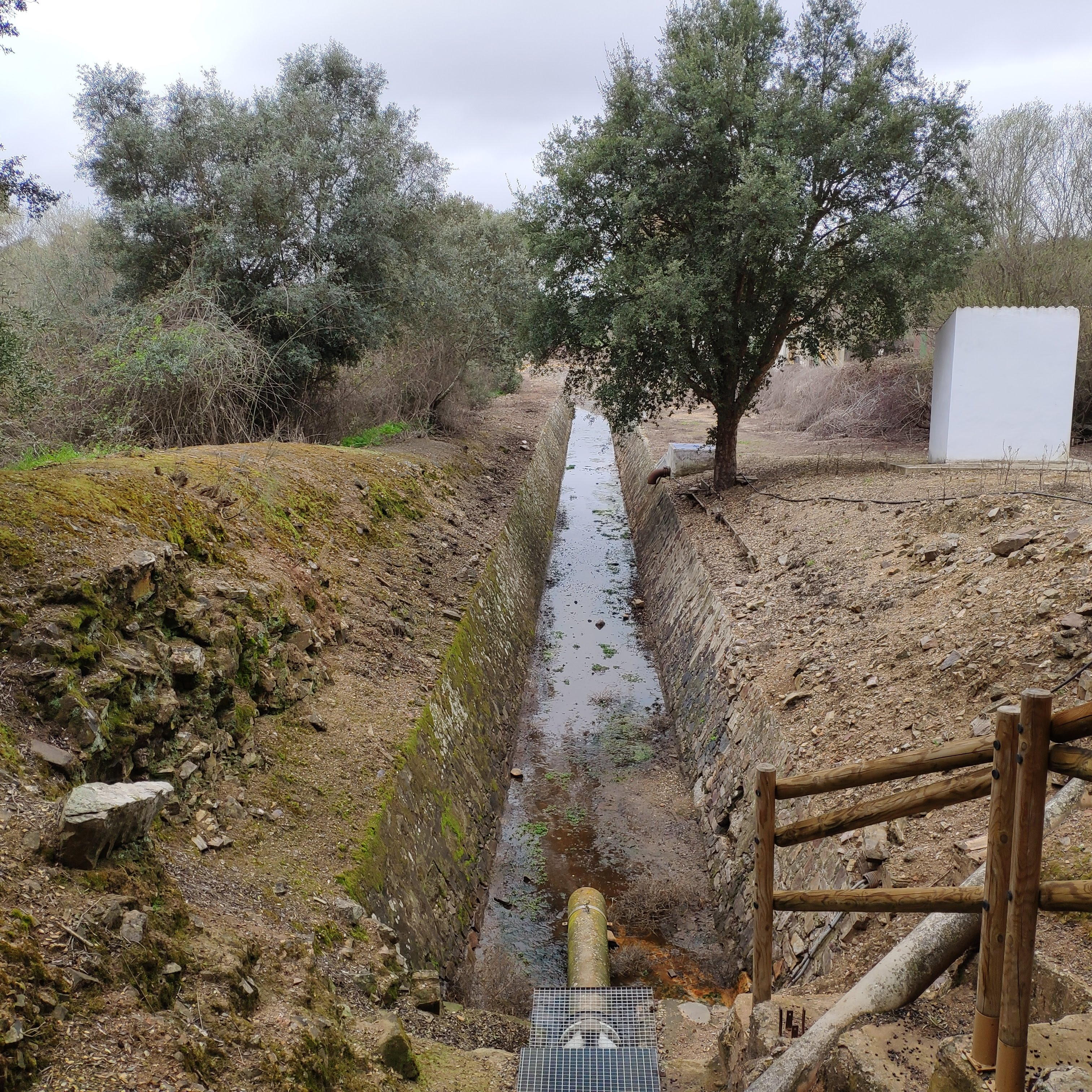
Origen del acueducto.

Esta construcción fue declarada Monumento Nacional el 13 de diciembre de 1912. El embalse se sigue utilizando en la actualidad. 
Todo su entorno es un parque natural, por lo que goza de protección especial de la Junta de Extremadura desde 2004. Posee una rica flora y fauna y en la entrada del parque encontramos un centro de interpretación que nos ayudará en la visita.
El embalse de Cornalvo, así como el de Proserpina, forman parte de la denominación Conjunto arqueológico de Mérida, que fue declarado Patrimonio de la Humanidad en 1993 por la Unesco, con el número de identificación 664-013.

## Municipios comprendidos
- Mérida
- Mirandilla
- Guareña
- San Pedro de Mérida
- Aljucén
- Trujillanos